# Tadao Uesako
Tadao Uesako (in giapponese: 上迫忠夫 (Uesako Tadao?); 14 ottobre 1926 – 20 ottobre 1986) è stato un ginnasta giapponese.

## Palmarès

### Olimpiadi
- Argento a Helsinki 1952 nel corpo libero.
- Bronzo a Helsinki 1952 nel volteggio.